# Surya Shekhar Ganguly
Surya Shekhar Ganguly (Calcutta, 24 febbraio 1983) è uno scacchista indiano.
Grande maestro dal 1995, nella lista FIDE di aprile 2009 aveva 2.626 punti Elo.
Si mise in luce nel 1991, vincendo il campionato indiano under-10 a Trivandrum.
Ha vinto il Campionato indiano cinque volte consecutive dal 2003 al 2008.
Ha partecipato con la nazionale indiana a cinque Olimpiadi degli scacchi dal 2000 al 2008, ottenendo il 60,2% dei punti (+18 =17 –9).
Altri risultati:
- 1995:  secondo nel campionato del mondo under-12 di São Lourenço, dietro a Étienne Bacrot;
- 2002:  terzo nel campionato del mondo juniores di Panaji (vinto da Lewon Aronyan);
- 2003:  vince con 9,5/11 il torneo zonale di Dacca, realizzando la terza norma di GM;
- 2004:  partecipa al campionato del mondo di Tripoli, ma perde al primo turno contro Peter Heine Nielsen;
- 2005:  vince il campionato asiatico a squadre di Isfahan, realizzando 7/8 in 3a scacchiera;
- 2005:  nella Coppa del Mondo 2005 supera nel primo turno Hikaru Nakamura, ma nel secondo perde contro Levan Pantsulaia;
- 2006:  vince la ONGC Cup di Hyderabad;
- 2007:  vince il campionato indiano a squadre con il PSPB di Calcutta;
- 2008:  vince l'International Open di Sydney;
- 2009:  in gennaio vince il Parsnvath Open di Nuova Delhi;[1]
- 2009:  in maggio vince il campionato asiatico individuale di Subic Freeport nelle Filippine.[2]

È stato uno dei secondi di molti Super-GM, tra cui Aleksej Širov e Viswanathan Anand (quest'ultimo nel match di campionato del mondo del 2008 contro Vladimir Kramnik).